# 다임백 대럴

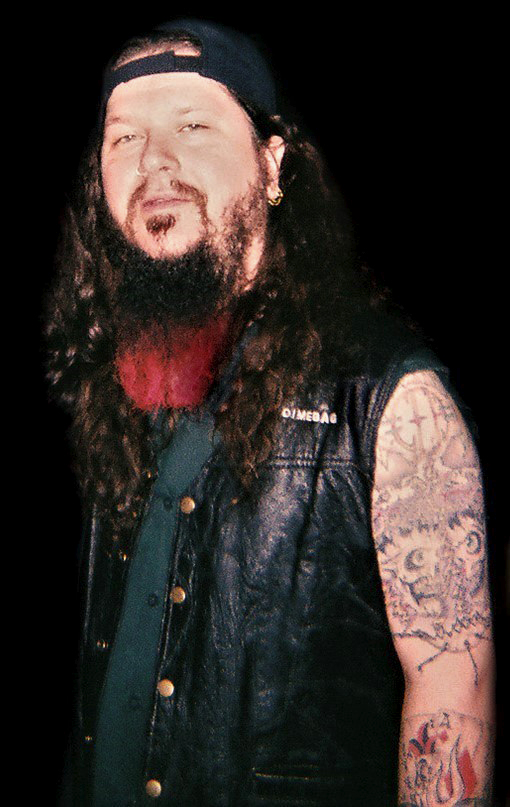
다임백 데럴

대럴 랜스 애봇(Darrell Lance Abbott), 다이아몬드 데럴(Diamond Darrell) 또는 다임백 데럴(Dimebag Darrel, 1966년 8월 20일 ~ 2004년 12월 8일)은 미국의 헤비 메탈 뮤지션이다. 컨트리 뮤직 작곡가 겸 제작자 제리 애봇의 아들이다.

## 생애
1981년 형 비니 폴 데럴과 함께 밴드 판테라를 결성하고 기타리스트를 담당했다. 그의 뛰어나고 밀도있는 메탈 사운드를 연출하는 기타 실력은 그에게 면도날 기타리스트라는 별명을 지어주었다. 2004년 12월 8일 오하이오주 콜럼버스의 나이트 클럽 알로사 빌라에서 자신의 또다른 밴드 데미지플랜(Damage Plan)의 공연 도중 20대 청년 네이선 게일의 총에 맞아 사망했다.